# Kościół Zbawiciela w Żorach
Kościół Zbawiciela – kościół parafii ewangelicko-augsburskiej Zbawiciela w Żorach. Mieści się przy ulicy Osińskiej, w Żorach, w województwie śląskim.

## Historia
Kamień węgielny pod budowę świątyni został poświęcony w dniu 12 sierpnia 1929 roku. Prace budowlane zostały zakończone na początku 1931 roku. W dniu 25 marca 1931 roku została poświęcona nowa świątynia, która otrzymała wezwanie Zbawiciela. W 1945 roku budowla została bezprawnie przejęta przez katolików. W 1950 roku dzięki staraniom księdza Jana Karpeckiego, wyrokiem sądu została odzyskana świątynia i utracone mienie parafialne. W dniu 5 sierpnia 1951 roku ponownie została poświęcona świątynia.

## Architektura i wyposażenie
Świątynia została wzniesiona w stylu modernistycznym z elementami neobaroku. Projektantami budowli byli bracia Hubert i Henryk Erasowie z Wrocławia. Jej wnętrze nosi cechy stylu art déco.
Organy zostały wybudowane w 1930 roku przez firmę Rieger jako Opus 2467.